# Seznam dílů pořadu Máme rádi Česko
Toto je seznam dílů pořadu Máme rádi Česko v pořadí podle data odvysílání.
Televize Prima čísluje díly odlišně, podle produkčního pořadí.

## Přehled řad
| Řada | Díly   | Premiéra           | Premiéra          |
| Řada | Díly   | První díl          | Poslední díl      |
| ---- | ------ | ------------------ | ----------------- |
| 1    | 8      | 7. dubna 2013      | 26. května 2013   |
| 2    | 8      | 25. ledna 2014     | 15. března 2014   |
| 3    | 8      | 14. března 2015    | 30. května 2015   |
| 4    | 12     | 6. února 2016      | 26. června 2016   |
| 5    | 8      | 22. dubna 2017     | 10. června 2017   |
| 6    | 10     | 25. února 2018     | 29. dubna 2018    |
| 7    | 10     | 8. února 2019      | 12. dubna 2019    |
| 8    | 12     | 8. prosince 2019   | 16. října 2020    |
| 9    | 15 + 1 | 5. března 2021     | 11. června 2021   |
| 10   | 15 + 1 | 18. února 2022     | 27. května 2022   |
| 11   | 7      | 11. listopadu 2022 | 23. prosince 2022 |
| 12   | 12 + 1 | 17. února 2023     | 5. května 2023    |
| 13   | 10     | 1. září 2023       | 22. prosince 2023 |
| 14   | 17 + 1 | 9. února 2024      | 20. prosince 2024 |
| 15   | 12     | 7. února 2025      | 25. dubna 2025    |
| 16   | 10     | 29. srpna 2025     | 31. října 2025    |

## Seznam dílů

### První řada (2013)
První řadu moderoval Libor Bouček a kapitáni byli Jakub Prachař (tým modrých) a Lou Fanánek Hagen (tým bílých). O hudební doprovod se postarala Boom!Band J. Dvořáka. 
| Č. v pořadu | Č. v řadě | Tým Prachaře (modří)                                      | Tým Fanánka (bílí)                                   | Vítězný tým | Datum premiéry  | Sledovanost (15+) / Share (15+) / Share (15–54) |
| ----------- | --------- | --------------------------------------------------------- | ---------------------------------------------------- | ----------- | --------------- | ----------------------------------------------- |
| 1           | 1         | Jiří Mádl Jitka Čvančarová Martin Dejdar                  | Leoš Mareš Gabriela Partyšová Ladislav Vízek         | bílí        | 7. dubna 2013   | 1 007 000 / 23,3 % / 19,3 %                     |
| 2           | 2         | Kristýna Badinková Nováková Leona Machálková Jiří Krampol | Petr Koukal Tereza Kostková Miroslav Etzler          | modří       | 14. dubna 2013  | 693 000 / 16,7 % / 13,8 %                       |
| 3           | 3         | Gabriela Gunčíková Aleš Háma Naďa Konvalinková            | Tereza Kerndlová Lukáš Pavlásek Milan Šteindler      | modří       | 21. dubna 2013  | 709 000 / 16,9 % / 14,8 %                       |
| 4           | 4         | Jana Doleželová Martin Procházka Zdeněk Pohlreich         | Tereza Fajksová Miloš Knor Ondřej Hejma              | bílí        | 28. dubna 2013  | 749 000 / 18,9 % / 18,5 %                       |
| 5           | 5         | Jan Maxián Dana Batulková Václav Vydra                    | Kristýna Leichtová Otakar Brousek ml. Jana Boušková  | modří       | 5. května 2013  | 765 000 / 19,39 % / 17,32 %                     |
| 6           | 6         | Martin Kraus Laďka Něrgešová Oldřich Navrátil             | Petra Horváthová Michal Kavalčík Taťjana Medvecká    | modří       | 12. května 2013 | 818 000 / 19,6 % / 18,3 %                       |
| 7           | 7         | Ondřej Synek Dana Morávková Josef Alois Náhlovský         | Andrea Růžičková Monika Žídková František Ringo Čech | bílí        | 19. května 2013 | 657 000 / 17,18 % / 14,88 %                     |
| 8           | 8         | Agáta Hanychová Veronika Žilková Luděk Sobota             | Olga Lounová Maroš Kramár Michal David               | modří       | 26. května 2013 | 835 000 / 20,1 % / 18,2 %                       |

### Druhá řada (2014)
V druhé řadě byl vyměněn Lou Fanánek za Martina Dejdara, který se tak ujal týmu s barvou bílé a Jakub Prachař nově týmu červených. Pořad se také přesunul z nedělních na sobotní večery. O hudební doprovod se opět postarala Boom!Band J. Dvořáka.
| Č. v pořadu                                                  | Č. v řadě | Tým Prachaře (červení)                           | Tým Dejdara (bílí)                                      | Vítězný tým | Datum premiéry  | Sledovanost (15+) / Share (15+) / Share (15–54) |
| ------------------------------------------------------------ | --------- | ------------------------------------------------ | ------------------------------------------------------- | ----------- | --------------- | ----------------------------------------------- |
| 9                                                            | 1         | Monika Absolonová Miloš Pokorný Marek Taclík     | Markéta Konvičková Roman Ondráček Janek Ledecký         | červení     | 25. ledna 2014  | 583 000 / 14 % / 15 %                           |
| 10                                                           | 2         | Ewa Farna Petr Vondráček Bohumil Klepl           | Radoslav Banga Jan Révai Ilona Csáková                  | červení     | 1. února 2014   | 618 000 / 15 % / 13 %                           |
| 11                                                           | 3         | Lenny Trčková Michal Novotný Karel Vágner        | Marek Ztracený Michaela Kuklová Ivo Šmoldas             | červení     | 8. února 2014   | 655 000 / 16 % / 17 %                           |
| 12                                                           | 4         | Diana Kobzanová Matěj Ruppert Radim Uzel         | Kateřina Kaira Hrachovcová Petr Bende Zbigniew Czendlik | bílí        | 15. února 2014  | 663 000 / 17 % / 16 %                           |
| 13                                                           | 5         | Kamila Nývltová Sandra Pogodová Antonín Panenka  | Tomáš Měcháček Štěpán Mareš Šárka Kašpárková            | červení     | 22. února 2014  | 698 000 / 18 % / 16 %                           |
| 14                                                           | 6         | Berenika Kohoutová Tomáš Matonoha Pavla Tomicová | Jan Onder Lucie Benešová Václav Kopta                   | bílí        | 1. března 2014  | 652 000 / 16 % / 14 %                           |
| 15                                                           | 7         | Patricie Pagáčová Václav Bláha Michal Malátný    | Adam Mišík Vojtěch Záveský Vanda Hybnerová              | červení     | 8. března 2014  | 712 000 / 18 % / 18 %                           |
| 16                                                           | 8         | Ondřej Ruml Roman Vojtek František Straka        | Michaela Tomešová Jitka Schneiderová Petra Janů         | červení     | 15. března 2014 | 649 000 / 16 % / 13 %                           |
| V tomto díle nahrál tým Jakuba Prachaře rekordních 212 bodů. |           |                                                  |                                                         |             |                 |                                                 |

### Třetí řada (2015)
Ve třetí řadě se oproti druhé neměnilo vůbec nic. Pořadem provázel Libor Bouček, kapitánem červeného týmu byl Jakub Prachař a bílý tým vedl opět Martin Dejdar. Pořad byl vysílán v sobotních večerech za hudebního doprovodu Boom!Bandu J. Dvořáka.
| Č. v pořadu | Č. v řadě | Tým Prachaře (červení)                               | Tým Dejdara (bílí)                                | Vítězný tým | Datum premiéry  | Sledovanost (15+) / Share (15+) / Share (15–54) |
| ----------- | --------- | ---------------------------------------------------- | ------------------------------------------------- | ----------- | --------------- | ----------------------------------------------- |
| 17          | 1         | Vojtěch Kotek Lenka Krobotová Anna Šišková           | Zdeněk Piškula Marta Verner Petr Janda            | bílí        | 14. března 2015 | 585 000 / 15 % / 16 %                           |
| 18          | 2         | Gabriela Kratochvílová Roman Šebrle Jitka Smutná     | Václav Noid Bárta Adéla Gondíková Dalibor Gondík  | červení     | 21. března 2015 | 575 000 / 15 % / 15 %                           |
| 19          | 3         | Vavřinec Hradilek Kateřina Kristelová Patrik Hezucký | Vincent Navrátil Markéta Hrubešová Vilém Čok      | červení     | 4. dubna 2015   | 483 000 / 13 % / 11 %                           |
| 20          | 4         | Debbi Karel Voříšek Alexander Hemala                 | Jan Brožek Michaela Maurerová Dalibor Janda       | červení     | 11. dubna 2015  | 434 000 / 11 % / 11 %                           |
| 21          | 5         | Renata Langmannová Petr Vágner Jan Čenský            | Jitka Nováčková Monika Zoubková Marek Vašut       | červení     | 18. dubna 2015  | 660 000 / 17 % / 15 %                           |
| 22          | 6         | Gabriela Franková Filip Čapka Josef Laufer           | Martin Chodúr Miluše Bittnerová Petr Vacek        | bílí        | 25. dubna 2015  | 634 000 / 18 % / 18 %                           |
| 23          | 7         | Barbora Mottlová Karel Zima Lenka Termerová          | Anna Kulovaná Petr Jablonský Petra Černocká       | bílí        | 23. května 2015 | 580 000 / 17 % / 14 %                           |
| 24          | 8         | Petr Kolečko Yvetta Blanarovičová Pavel Trávníček    | Lukáš Langmajer Barbora Štěpánová Zdeněk Chlopčík | červení     | 30. května 2015 | 670 000 / 20 % / 18 %                           |

### Čtvrtá řada (2016)
Čtvrtá řada opět v dobře známé sestavě z předchozích dvou řad, tedy moderátor Libor Bouček, kapitán červeného týmu Jakub Prachař, kapitán bílého týmu Martin Dejdar a hudební doprovod obstarával Boom!Band J. Dvořáka. Vysílací čas zůstal také stejný, tedy sobota večer. Pořad byl po dvou měsíční pauze opět nasazen ke konci května, avšak pět nových epizod (8. až 12. epizoda) bylo přesunuto ze sobotního večera na nedělní.
Už při premiéře byly epizody této řady při uveřejnění na Prima PLAY očíslovány napřeskáčku. Při televizní repríze v roce 2018 byly díly odvysílány v pořadí podle tohoto číslování.
| Č. v pořadu | Č. v řadě | Tým Prachaře (červení)                             | Tým Dejdara (bílí)                                     | Vítězný tým | Datum premiéry  | Sledovanost (15+) / Share (15+) / Share (15–54) / Share (15–69) | Číslování TV Prima   |
| ----------- | --------- | -------------------------------------------------- | ------------------------------------------------------ | ----------- | --------------- | --------------------------------------------------------------- | -------------------- |
| 25          | 1         | Ivana Jirešová Pavel Šimčík Ota Jirák              | Anežka Rusevová Jakub Uličník Jožka Šmukař             | bílí        | 6. února 2016   | 502 000 / 13 % / 13 %                                           | 4. série 4. epizoda  |
| 26          | 2         | Sandra Parmová Michal Janotka Jan Přeučil          | Monika Leová Miroslav Šimůnek Dagmar Patrasová         | bílí        | 13. února 2016  | 541 000 / 13 % / 15 % / 14 %                                    | 4. série 2. epizoda  |
| 27          | 3         | Jakub Štáfek Ladislav Hampl Pavlína Mourková       | Aneta Vignerová Petr Švancara Leoš Noha                | bílí        | 20. února 2016  | 623 000 / 16 % / 17 %                                           | 4. série 1. epizoda  |
| 28          | 4         | Veronika Petrová Jitka Sedláčková Boris Hybner     | Andrea Tögel Kalivodová Daniel Rous Jaroslav Svěcený   | červení     | 27. února 2016  | 704 000 / 18 % / 19 %                                           | 4. série 3. epizoda  |
| 29          | 5         | Nikol Moravcová Lukáš Hejlík Ondřej Pavelka        | Filip Cíl Tereza Mátlová Pavel Rímský                  | červení     | 12. března 2016 | 572 000 / 14 % / 12 % / 14 %                                    | 4. série 7. epizoda  |
| 30          | 6         | Aneta Krejčíková Jakub Žáček Tomáš Jeřábek         | Jitka Boho Filip Švarc Dagmar Pecková                  | červení     | 19. března 2016 | 584 000 / 15 % / 16 %                                           | 4. série 8. epizoda  |
| 31          | 7         | Nikol Švantnerová Roman Šmucler Věra Špinarová     | Kateřina Kněžíková Kryštof Michal Jitka Zelenková      | červení     | 26. března 2016 | 536 000 / 15 % / 15 %                                           | 4. série 9. epizoda  |
| 32          | 8         | Lejla Abbasová Pavel Nový Valérie Zawadská         | David Kraus Martin Zounar Hana Gregorová               | červení     | 29. května 2016 | 569 000 / 15 % / 14 %                                           | 3. série 9. epizoda  |
| 33          | 9         | Ondřej Brzobohatý Tonya Graves Oto Klempíř         | Albert Černý Klára Doležalová Pavel Nečas              | bílí        | 5. června 2016  | 554 000 / 15 % / 15 %                                           | 3. série 10. epizoda |
| 34          | 10        | Ben Cristovao Andrea Verešová Jan Pirk             | Zuzana Jandová Yemi A.D. Eva Pilarová                  | červení     | 12. června 2016 | 534 000 / 13 % / 12 % / 13 %                                    | 4. série 5. epizoda  |
| 35          | 11        | Richard Nedvěd Tereza Bebarová Ivan Vodochodský    | Tomáš Slavata Eliška Bučková Varhan Orchestrovič Bauer | bílí        | 19. června 2016 | 513 000 / 13 % / 12 % / 13 %                                    | 4. série 6. epizoda  |
| 36          | 12        | Mariana Prachařová Daniela Šinkorová Hana Křížková | Michael Foret Jitka Asterová David Suchařípa           | bílí        | 26. června 2016 | 484 000 / 13 % / 12 % / 13 %                                    | 4. série 10. epizoda |

### Pátá řada (2017)
Pátá řada přinesla výraznou změnu v sestavě pořadu, místo Martina Dejdara se novým kapitánem bílého týmu stal Jan Dolanský. Vysílací čas zůstal stejný, tedy sobota večer.
| Č. v pořadu                                            | Č. v řadě | Tým Prachaře (červení)                            | Tým Dolanského (bílí)                              | Vítězný tým | Datum premiéry  | Sledovanost (15+) / Share (15+) / Share (15–54) / Share (15–69) |
| ------------------------------------------------------ | --------- | ------------------------------------------------- | -------------------------------------------------- | ----------- | --------------- | --------------------------------------------------------------- |
| 37                                                     | 1         | Lucie Polišenská Michal Novotný Richard Genzer    | Kristýna Leichtová Irena Máchová Michal Suchánek   | bílí        | 22. dubna 2017  | 729 000 / 18 % / 18 %                                           |
| V tomto díle se objevili herci ze seriálu Ohnivý kuře. |           |                                                   |                                                    |             |                 |                                                                 |
| 38                                                     | 2         | Filip Tomsa Mahulena Bočanová Olga Želenská       | Radka Pavlovčinová Lumír Olšovský Pavel Soukup     | červení     | 29. dubna 2017  | 631 000 / 17 % / 14 % / 16 %                                    |
| 39                                                     | 3         | Andrea Antony Terezie Tománková Tomáš Hauptvogel  | Eva Perkausová Hanka Kynychová Josef Klíma         | červení     | 6. května 2017  | 566 000 / 16 % / 14 % / 16 %                                    |
| 40                                                     | 4         | Ivana Korolová Leona Machálková Petr Kotvald      | Michaela Gemrotová Emanuele Ridi Olga Šípková      | bílí        | 13. května 2017 | 562 000 / 16 % / 14 % / 16 %                                    |
| 41                                                     | 5         | Adam Mišík Vendula Pizingerová Jan Rosák          | Žofie Dařbujánová Laura Janáčková Miloslav Mejzlík | červení     | 20. května 2017 | 588 000 / 18 % / 15 % / 16 %                                    |
| 42                                                     | 6         | Markéta Procházková Jaromír Nosek Sagvan Tofi     | David Křížek Lucie Výborná Antonín Procházka       | bílí        | 27. května 2017 | 428 000 / 14 % / 13 % / 14 %                                    |
| 43                                                     | 7         | Sandra Černodrinská Roman Mrázik Zuzana Slavíková | Kristýna Kociánová Daniela Choděrová Bohumil Klepl | červení     | 3. června 2017  | 480 000 / 16 % / 15 % / 17 %                                    |
| 44                                                     | 8         | Monika Timková Eva Čížkovská David Prachař        | Radim Schwab Eva Decastelo Ivan Vyskočil           | červení     | 10. června 2017 | 464 000 / 17 % / 16 %                                           |

### Šestá řada (2018)
Šestá řada pokračovala ve stopách té předchozí, tedy Jakub Prachař a Jan Dolanský jako kapitáni a Libor Bouček jako moderátor. Změna proběhla ve vysílacím čase, nově jsme soutěž viděli v neděli večer.
| Č. v pořadu | Č. v řadě | Tým Prachaře (červení)                        | Tým Dolanského (bílí)                               | Vítězný tým | Datum premiéry  | Sledovanost (15+) / Share (15+) / Share (15–54) / Share (15–69) |
| ----------- | --------- | --------------------------------------------- | --------------------------------------------------- | ----------- | --------------- | --------------------------------------------------------------- |
| 45          | 1         | Pavel Callta Klára Vytisková Miloš Knor       | Sabina Křováková Lukáš Pavlásek Josef Polášek       | bílí        | 25. února 2018  | 453 000 / 10 % / 10 %                                           |
| 46          | 2         | Michael Foret Olga Lounová Richard Tesařík    | Sebastian Navrátil Tereza Kerndlová Václav Knop     | červení     | 4. března 2018  | 452 000 / 10 % / 11 % / 10 %                                    |
| 47          | 3         | Alena Doláková Marek Holeček Petr Salava      | Eva Burešová Václav Noid Bárta Kamil Střihavka      | červení     | 11. března 2018 | 395 000 / 9 % / 9 %                                             |
| 48          | 4         | Josef Dostál Tomáš Měcháček Pavla Tomicová    | Veronika Arichteva Martina Pártlová Daniel Hůlka    | červení     | 18. března 2018 | 504 000 / 12 % / 12 %                                           |
| 49          | 5         | Lukáš Langmajer Karel Zima Marcela Březinová  | Lukáš Příkazký Jarmil Škvrna Dagmar Čárová          | bílí        | 25. března 2018 | 498 000 / 12 % / 11 %                                           |
| 50          | 6         | Jan Kříž Světlana Nálepková Imran Musa Zangi  | Monika Absolonová Aleš Háma Dalibor Gondík          | červení     | 1. dubna 2018   | 490 000 / 12 % / 12 % / 11 %                                    |
| 51          | 7         | Andrea Bezděková Radek Štěpánek Jaromír Bosák | Petra Vojtková Roman Vojtek Pavel Nečas             | bílí        | 8. dubna 2018   | 511 000 / 12 % / 10 % / 11 %                                    |
| 52          | 8         | Denisa Pfauserová Radoslav Banga Jan Mühlfeit | Denisa Nesvačilová Filip Švarc Yvetta Blanarovičová | červení     | 15. dubna 2018  | 478 000 / 12 % / 11 %                                           |
| 53          | 9         | Ondřej Měšťák Qaša Radek Balaš                | DJ Lucca Michal Dvořák Bára Basiková                | bílí        | 22. dubna 2018  | 503 000 / 12 % / 11 % / 12 %                                    |
| 54          | 10        | Anna Slováčková Michal Kavalčík Michal David  | Dasha Roman Ondráček Miloš Pokorný                  | bílí        | 29. dubna 2018  | 415 000 / 11 % / 9 % / 10 %                                     |

### Sedmá řada (2019)
Sedmá řada přišla s výraznými změnami, Jana Dolanského nahradil nový kapitán bílého týmu Vojtěch Kotek. Změna proběhla také ve vysílání, soutěž byla vysílána vždy v pátek večer.
| Č. v pořadu | Č. v řadě | Tým Prachaře (červení)                                | Tým Kotka (bílí)                                       | Vítězný tým | Datum premiéry  | Sledovanost (15+) / Share (15+) / Share (15–54) / Share (15–69) |
| ----------- | --------- | ----------------------------------------------------- | ------------------------------------------------------ | ----------- | --------------- | --------------------------------------------------------------- |
| 55          | 1         | Jiřina Bohdalová Roman Šebrle Petr Lexa               | Zdeněk Maryška Kateřina Neumannová Vojtěch Drahokoupil | červení     | 8. února 2019   | 548 000 / 13,8 % / 14,0 % / 14,3 %                              |
| 56          | 2         | Jindřich Pospíšil Miroslav Šimůnek Tereza Budková     | Jan Pospíšil Klára Doležalová Markéta Konvičková       | červení     | 15. února 2019  | 486 000 / 13,2 % / 11,6 % / 13,5 %                              |
| 57          | 3         | Marek Vašut Angeé Svobodová Mikolas Josef             | Jiří Prager Jan Maxián Monika Leová                    | červení     | 22. února 2019  | 462 000 / 12,1 % / 11,7 % / 12,3 %                              |
| 58          | 4         | Jan Čenský Petr Vojnar Andrea Antony                  | Bohdan Tůma Marta Verner Aneta Vignerová               | bílí        | 1. března 2019  | 501 000 / 13,8 % / 15,2 % / 13,8 %                              |
| 59          | 5         | Josef Váňa Adam Kraus Petra Nesvačilová               | Jana Krausová Petr Pěknic David Kraus                  | bílí        | 8. března 2019  | 543 000 / 14,9 % / 15,5 % / 15,0 %                              |
| 60          | 6         | Oldřich Navrátil Tomáš Janků Barbora Mottlová         | Jolana Voldánová Miloš Knor Pokáč                      | bílí        | 15. března 2019 | 495 000 / 13,4 % / 13,7 % / 13,5 %                              |
| 61          | 7         | Jiří Ježek Sandra Pogodová Marek Adamczyk             | Ladislav Křížek Petr Vondráček Karolína Mališová       | bílí        | 22. března 2019 | 523 000 / 14,3 % / 14,6 % / 14,4 %                              |
| 62          | 8         | David Suchařípa Petr Svěcený Simona Lewandowská       | Veronika Žilková Bořek Slezáček Milan Peroutka         | červení     | 29. března 2019 | 493 000 / 13,6 % / 12,9 % / 13,7 %                              |
| 63          | 9         | Vilma Cibulková Matěj Ruppert Adam Sebastian Helcelet | Pavel Nový Ondřej Ruml Denisa Rosolová                 | červení     | 5. dubna 2019   | 543 000 / 14,9 % / 17,0 % / 15,1 %                              |
| 64          | 10        | Ondřej Hejma Tomáš Dastlík Berenika Kohoutová         | Václav Kopta Jitka Čvančarová Nikol Leitgeb            | bílí        | 12. dubna 2019  | 572 000 / 15,86 % / 17,84 % / 16,23 %                           |

### Osmá řada (2019–2020)
Ve dnech 8. a 15. prosince 2019 byly odvysílány dva speciální díly Máme rádi Česko, pod názvy zimní speciál a vánoční speciál. Forma zůstala stejná, Jakub Prachař a Vojtěch Kotek jako kapitáni a Libor Bouček jako moderátor. Vysílací čas se přesunul z pátečního večera na nedělní. Řada pokračovala 29. května 2020. Kapitáni zůstali stejní. Vysílací čas se přesunul na páteční večer. Série měla prázdninovou pauzu a pokračovala od 18. září.
| Č. v pořadu     | Č. v řadě | Tým Prachaře (červení)                               | Tým Kotka (bílí)                                    | Vítězný tým | Datum premiéry    | Sledovanost (15+) / Share (15+) / Share (15–54) / Share (15–69) | Číslování TV Prima   |
| --------------- | --------- | ---------------------------------------------------- | --------------------------------------------------- | ----------- | ----------------- | --------------------------------------------------------------- | -------------------- |
| 65              | 1         | Jaroslav Sakala Karel Zima Kateřina Klausová         | Martin Procházka Marta Verner Tomáš Verner          | červení     | 8. prosince 2019  | 500 000 / 12,9 % / 10,7 % / 12,0 %                              | 8. série 1. epizoda  |
| Zimní speciál   |           |                                                      |                                                     |             |                   |                                                                 |                      |
| 66              | 2         | Zdeněk Zelenka Filip Renč Petra Kvitová              | Jiřina Bohdalová Michal Novotný Václav Jílek        | bílí        | 15. prosince 2019 | 650 000 / 16,5 % / 14,3 % / 15,5 %                              | 8. série 2. epizoda  |
| Vánoční speciál |           |                                                      |                                                     |             |                   |                                                                 |                      |
| 67              | 3         | Jaroslava Obermaierová Ivana Jirešová Tomáš Slavíček | Jožka Šmukař Adéla Elbel Anna Kadeřávková           | bílí        | 29. května 2020   | 442 000 / 12,6 % / 12,7 % / 12,5 %                              | 8. série 3. epizoda  |
| 68              | 4         | Dana Batulková Petr Kolečko Mariana Prachařová       | Stanislava Jachnická Michal Hrůza Ewa Farna         | červení     | 5. června 2020    | 469 000 / 13,4 % / 13,6 % / 13,9 %                              | 8. série 4. epizoda  |
| 69              | 5         | Zdeněk Mahdal Vladimír Šmicer Patricie Pagáčová      | Dana Morávková Michal Kavalčík Karolína Kokešová    | červení     | 12. června 2020   | 524 000 / 17,4 % / 19,4 % / 18,8 %                              | 8. série 5. epizoda  |
| 70              | 6         | Jan Antonín Duchoslav Dagmar Honsová Michael Kluch   | Veronika Freimanová Anna Polívková Lukáš Tran       | bílí        | 19. června 2020   | 492 000 / 14,1 % / 14,3 % / 13,7 %                              | 8. série 6. epizoda  |
| 71              | 7         | Ondřej Pavelka Tomáš Matonoha Vendula Příhodová      | Antonín Procházka Lucie Benešová Jakub Ondra        | bílí        | 26. června 2020   | 422 000 / 13,0 % / 13,0 % / 13,6 %                              | 8. série 8. epizoda  |
| 72              | 8         | Zdeněk Pohlreich Eva Krejčířová Přemek Forejt        | Dagmar Pecková Petr Vágner Klára Vavrušková         | červení     | 18. září 2020     | 371 000 / 10,4 % / 12,4 % / 11,5 %                              | 8. série 7. epizoda  |
| 73              | 9         | Petr Uličný Jakub Kotek Tereza Mašková               | Iva Hüttnerová David Svoboda Lipo (rapper)          | bílí        | 25. září 2020     | 385 000 / 10,49 % / 11,88 % / 11,38 %                           | 8. série 10. epizoda |
| 74              | 10        | Petr Havlíček Lenka Nová Vanda Chaloupková           | Roman Vaněk Kateřina Kaira Hrachovcová Ondřej Havel | červení     | 2. října 2020     | 454 000 / 12,4 % / 14,3 % / 13,1 %                              | 8. série 9. epizoda  |
| 75              | 11        | Lenka Termerová Monika Absolonová Michal Slaný       | Pavel Zedníček Petra Špindlerová Sarah Haváčová     | červení     | 9. října 2020     | 529 000 / 13,8 % / 17,5 % / 15,1 %                              | 8. série 11. epizoda |
| 76              | 12        | Petra Černocká Marek Taclík Dominika Býmová          | Jiří Helekal Milan Šteindler Nikol Kouklová         | červení     | 16. října 2020    | 512 000 / 12,3 % / 14,0 % / 12,9 %                              | 8. série 12. epizoda |

### Devátá řada (2021)
V deváté řadě došlo ke změně studia. Moderátorem zůstal Libor Bouček, nezměnili se ani kapitáni, červené vedl Jakub Prachař a bílé Vojtěch Kotek. O hudební doprovod se tentokrát postaral Maxiband Jana Maxiána. V 10. epizodě se o hudební doprovod starala skupina Kryštof. Sólisté - Václav Noid Bárta, Vendula Příhodová, Sára Milfajtová.
| Č. v pořadu                                            | Č. v řadě | Tým Prachaře (červení)                               | Tým Kotka (bílí)                                     | Vítězný tým | Datum premiéry  | Sledovanost (15+) / Share (15+) / Share (15–54) / Share (15–69) | Číslování TV Prima   |
| ------------------------------------------------------ | --------- | ---------------------------------------------------- | ---------------------------------------------------- | ----------- | --------------- | --------------------------------------------------------------- | -------------------- |
| 77                                                     | 1         | Richard Genzer Adam Plachetka Monika Leová           | Honza Dědek Martin Šonka Zorka Hejdová               | červení     | 5. března 2021  | 661 000 / 15,38 % / 15,22 % / 15,51 %                           | 9. série 1. epizoda  |
| 78                                                     | 2         | Václav Kopta Tereza Kostková Albert Černý            | Aleš Háma Roman Vojtek Kateřina Marie Fialová        | červení     | 12. března 2021 | 679 000 / 16,12 % / 16,02 % / 16,29 %                           | 9. série 2. epizoda  |
| 79                                                     | 3         | Karel Voříšek Klára Doležalová Václav Staněk         | Zbigniew Czendlik Miluše Bittnerová Martin Schreiner | červení     | 19. března 2021 | 654 000 / 15,51 % / 14,24 % / 15,22 %                           | 9. série 4. epizoda  |
| 80                                                     | 4         | Saša Rašilov Kristýna Frejová Petr Ryšavý            | Igor Chmela Klára Cibulková Jan Nedbal               | červení     | 26. března 2021 | 612 000 / 14,68 % / 14,74 % / 14,94 %                           | 9. série 5. epizoda  |
| V tomto díle se objevili herci ze seriálu Sestřičky.   |           |                                                      |                                                      |             |                 |                                                                 |                      |
| 81                                                     | 5         | Iva Pazderková Matěj Ruppert Terezie Kovalová        | Michaela Maurerová Martin Písařík Jiří Procházka     | červení     | 2. dubna 2021   | 633 000 / 14,54 % / 14,90 % / 14,89 %                           | 9. série 6. epizoda  |
| 82                                                     | 6         | Lucie Benešová Lukáš Langmajer Roman Tomeš           | David Prachař Eva Decastelo Denisa Nesvačilová       | červení     | 9. dubna 2021   | 817 000 / 19,99 % / 21,27 % / 20,12 %                           | 9. série 7. epizoda  |
| V tomto díle se objevili herci ze seriálu Slunečná.    |           |                                                      |                                                      |             |                 |                                                                 |                      |
| 83                                                     | 7         | Marek Cpin Jana Plodková Erika Stárková              | Jan Hřebejk Anna Geislerová Janek Bartoška           | červení     | 16. dubna 2021  | 788 000 / 20,21 % / 20,83 % / 20,24 %                           | 9. série 8. epizoda  |
| 84                                                     | 8         | Markéta Fialová Jiří Ježek Lucie Ptáčková            | Pavlína Wolfová Josef Hanzlík Soňa Porupková         | bílí        | 23. dubna 2021  | 636 000 / 16,50 % / 15,67 % / 15,40 %                           | 9. série 9. epizoda  |
| V tomto díle se objevili moderátoři ze CNN Prima News. |           |                                                      |                                                      |             |                 |                                                                 |                      |
| 85                                                     | 9         | Jan Koller Jakub Štáfek Andrea Kalousová             | Václav Berka Petr Svěcený Jitka Boho                 | bílí        | 30. dubna 2021  | 659 000 / 19,71 % / 19,76 % / 19,56 %                           | 9. série 3. epizoda  |
| 87                                                     | 10        | Jaroslav Svěcený Richard Krajčo Daniela Písařovicová | Jiří Langmajer Adéla Gondíková Gabriela Soukalová    | červení     | 7. května 2021  | 849 000 / 21,60 % / 22,53 % / 21,03 %                           | 9. série 10. epizoda |
| 88                                                     | 11        | Pavla Tomicová Marek Taclík Marek Dědík              | Jakub Kohák Jitka Schneiderová Dasha                 | červení     | 14. května 2021 | 801 000 / 20,88 % / 20,82 % / 20,68 %                           | 10. série 2. epizoda |
| 89                                                     | 12        | Miloš Pokorný Petra Nesvačilová Kateřina Kudějová    | Radek Jaroš Ondřej Moravec Andrea Bezděková          | bílí        | 21. května 2021 | 724 000 / 19,57 % / 19,35 % / 19,09 %                           | 10. série 3. epizoda |
| 90                                                     | 13        | Josef Polášek Jaromír Nosek Kateřina Marie Tichá     | Pavel Nečas Karel Zima Sabina Rojková                | červení     | 28. května 2021 | 696 000 / 18,76 % / 18,84 % / 18,67 %                           | 10. série 4. epizoda |
| 91                                                     | 14        | Tomáš Richtr Tomáš Enge Vendula Pizingerová          | Roman Šebrle Terezie Tománková Eva Perkausová        | červení     | 4. června 2021  | 629 000 / 19,77 % / 19,58 % / 20,30 %                           | 10. série 5. epizoda |
| 92                                                     | 15        | Janek Ledecký Marta Verner Anna Slováčková           | Jitka Sedláčková David Matásek Elizaveta Maximová    | červení     | 11. června 2021 | 591 000 / 17,45 % / 17,13 % / 17,54 %                           | 10. série 6. epizoda |

### Desátá řada (2022)
V desáté řadě zůstává vše stejné jako v deváté řadě. Moderátor: Libor Bouček. Kapitáni: Jakub Prachař (červení) a Vojtěch Kotek (bílí). Hudební doprovod znovu obstarává Maxiband Jana Maxiána. Sólisté - Václav Noid Bárta (1-7, 9-12, 14-15), Ondřej Ruml (8,13), Vendula Příhodová (1-3, 6-15), Sára Milfajtová (1-15), Dasha (4,5). V patnáctidílné 10. sérii, kterou Prima vysílá od 11. února 2022 a zahájila ji speciálním dílem Máme rádi Jardu, pořad oslavil jubilejní 100. díl. 
| Č. v pořadu                                    | Č. v řadě | Tým Prachaře (červení)                                | Tým Kotka (bílí)                                        | Vítězný tým | Datum premiéry  | Sledovanost (15+) / Share (15+) / Share (15–54) / Share (15–69) | Číslování TV Prima    |
| ---------------------------------------------- | --------- | ----------------------------------------------------- | ------------------------------------------------------- | ----------- | --------------- | --------------------------------------------------------------- | --------------------- |
| 94                                             | 1         | Zdeněk Pohlreich Ondřej Synek Kristýna Schicková      | Emanuele Ridi Petr Vágner Zuzana Hejnová                | bílí        | 18. února 2022  | 508 000 / 13,68 % / 11,76 % / 13,59 %                           | 11. série 1. epizoda  |
| 95                                             | 2         | Dana Morávková Miroslav Hrabě Andrea Antony           | Gabriela Partyšová Petr Švancara Milan Peroutka         | červení     | 25. února 2022  | 482 000 / 12,99 % / 11,00 % / 12,12 %                           | 11. série 2. epizoda  |
| 96                                             | 3         | Věra Martinová Ondřej Brzobohatý Karolina Neuvirthová | Ota Balage Petra Nesvačilová Michal Neuvirth            | červení     | 4. března 2022  | 490 000 / 13,55 % / 13,75 % / 13,84 %                           | 11. série 3. epizoda  |
| 97                                             | 4         | Petr Vaněk Filip Kaňkovský Anna Schmidtmajerová       | Petr Vojnar Lucie Vondráčková Andrea Sestini Hlaváčková | bílí        | 11. března 2022 | 501 000 / 13,71 % / 13,21 % / 13,64 %                           | 11. série 4. epizoda  |
| 98                                             | 5         | Michal Malátný Hana Vagnerová Josef Dostál            | František Straka Karlos Vémola Kristiina Mäki           | červení     | 18. března 2022 | 554 000 / 15,59 % / 13,83 % / 15,57 %                           | 11. série 5. epizoda  |
| 99                                             | 6         | Leona Machálková Radoslav Banga Markéta Konvičková    | Marek Němec Zuzana Kajnarová Ladislav Hampl             | červení     | 25. března 2022 | 548 000 / 15,58 % / 16,00 % / 15,83 %                           | 11. série 6. epizoda  |
| 100                                            | 7         | Ondřej Pavelka Robert Urban Eva Burešová              | Dušan Sitek Jan Kopečný Natálie Halouzková              | červení     | 1. dubna 2022   | 596 000 / 15,85 % / 15,03 % / 15,45 %                           | 11. série 7. epizoda  |
| V tomto díle se objevili herci ze seriálu Zoo. |           |                                                       |                                                         |             |                 |                                                                 |                       |
| 101                                            | 8         | Terezie Tománková Jiří Lipták Jakub Vadlejch          | Světlana Witowská Lukáš Krpálek Lukáš Rohan             | červení     | 8. dubna 2022   | 633 000 / 17,77 % / 17,25 % / 17,35 %                           | 11. série 8. epizoda  |
| Speciální 100. díl pořadu Máme rádi Česko.     |           |                                                       |                                                         |             |                 |                                                                 |                       |
| 102                                            | 9         | Petr Smejkal Eva Leimbergerová Ondřej Urban           | Šimon Caban Jitka Schneiderová Přemysl Pálek            | červení     | 15. dubna 2022  | 594 000 / 17,65 % / 15,48 % / 16,38 %                           | 11. série 9. epizoda  |
| 103                                            | 10        | Vanda Hybnerová Lukáš Pavlásek Eliška Březinová       | Monika Absolonová Bohumil Klepl Barbora Špotáková       | červení     | 22. dubna 2022  | 603 000 / 17,31 % / 15,50 % / 16,27 %                           | 11. série 10. epizoda |
| 104                                            | 11        | David Suchařípa Lukáš Hejlík Denisa Pfauserová        | Tonya Graves Ondřej Ruml Iveta Benešová                 | červení     | 29. dubna 2022  | 513 000 / 16,02 % / 16,58 % / 15,86 %                           | 11. série 11. epizoda |
| 105                                            | 12        | Miloš Pokorný Laďka Něrgešová Bořek Slezáček          | Jaromír Bosák Ester Geislerová Alexander Choupenitch    | bílí        | 6. května 2022  | 592 000 / 17,66 % / 15,64 % / 16,57 %                           | 11. série 12. epizoda |
| 106                                            | 13        | Michal Suchánek Richard Genzer Michal Novotný         | Andrea Růžičková Lenka Zahradnická Petra Horváthová     | červení     | 13. května 2022 | 600 000 / 19,61 % / 18,87 % / 19,97 %                           | 11. série 13. epizoda |
| 107                                            | 14        | Renata Langmannová Veronika Kašáková Aneta Vignerová  | Petr Vydra Tomáš Jeřábek Tomáš Měcháček                 | bílí        | 20. května 2022 | 463 000 / 16,89 % / 17,86 % / 16,75 %                           | 11. série 14. epizoda |
| 108                                            | 15        | Jitka Zelenková Filip Vaněk Kateřina Pechová          | Alexander Hemala David Kraus Gabriela Boučková          | červení     | 27. května 2022 | 580 000 / 17,91 % / 18,79 % / 17,73%                            | 11. série 15. epizoda |

### Jedenáctá řada (2022)
V jedenácté řadě zůstává vše stejné jako ve dvou předchozích řadách. Moderátor: Libor Bouček. Kapitáni: Jakub Prachař (červení) a Vojtěch Kotek (bílí). Hudební doprovod znovu obstarává Maxiband Jana Maxiána. Sólisté - Václav Noid Bárta, Vendula Příhodová, Sára Milfajtová. 11. řada byla vysílána v listopadu a prosinci 2022.
Tři díly natočené v rámci této řady byly odvysílány až v rámci řady následující.
| Č. v pořadu     | Č. v řadě | Tým Prachaře (červení)                             | Tým Kotka (bílí)                                 | Vítězný tým | Datum premiéry     | Sledovanost (15+) / Share (15+) / Share (15–54) / Share (15–69) | Číslování TV Prima   |
| --------------- | --------- | -------------------------------------------------- | ------------------------------------------------ | ----------- | ------------------ | --------------------------------------------------------------- | -------------------- |
| 109             | 1         | Oto Klempíř Tomáš Bábek Jitka Nováčková            | Martina Randová Martin Kraus Debbi               | červení     | 11. listopadu 2022 | 463 000 / 14,16 % / 16,03 % / 14,96 %                           | 12. série 1. epizoda |
| 110             | 2         | Michal Slaný David Limberský Kristýna Leichtová    | Petr Bende Tomáš Zástěra Barbora Votíková        | červení     | 18. listopadu 2022 | 484 000 / 14,34 % / 15,45 % / 14,29 %                           | 12. série 2. epizoda |
| 111             | 3         | Kateřina Brožová Jiří Chum Josef Vágner            | Pavel Vítek Viktor Dvořák Kateřina Marie Fialová | červení     | 25. listopadu 2022 | 421 000 / 12,59 % / 12,43 % / 13,08 %                           | 12. série 3. epizoda |
| 112             | 4         | Jitka Ježková Tomáš Břínek Dominik Landsman        | Roman Šmucler Šimon Bilina Michaela Pecháčková   | červení     | 2. prosince 2022   | 418 000 / 11,73 % / 11,86 % / 11,43 %                           | 12. série 4. epizoda |
| 113             | 5         | Ladislav Vízek Ondřej Slanina Karolína Kopíncová   | Imrich Bugár Josef Maršálek Krystyna Pyszková    | bílí        | 9. prosince 2022   | 409 000 / 11,95 % / 11,16 % / 11,53 %                           | 12. série 5. epizoda |
| 114             | 6         | Petr Vondráček Ondřej Veselý Veronika Beskydiarová | Richard Genzer Elizaveta Maximová Radek Bakalář  | bílí        | 16. prosince 2022  | 448 000 / 12,79 % / 11,73 % / 12,62 %                           | 12. série 9. epizoda |
| 115             | 7         | Dalibor Gondík Lucie Žáčková Kryštof Bartoš        | Ondřej Sokol Marek Taclík Sandra Černodrinská    | bílí        | 23. prosince 2022  | 485 000 / 11,89 % / 11,20 % / 11,78 %                           | 12. série 6. epizoda |
| Vánoční speciál |           |                                                    |                                                  |             |                    |                                                                 |                      |

### Dvanáctá řada (2023)
V dvanácté řadě zůstává vše stejné jako ve třech předchozích řadách. Moderátor: Libor Bouček. Kapitáni: Jakub Prachař (červení) a Vojtěch Kotek (bílí). Hudební doprovod znovu obstarává Maxiband Jana Maxiána. Sólisté - Václav Noid Bárta,  Sára Milfajtová, Josefína Horníčková (117-118,124,127-128), Vendula Příhodová (119, 123, 126), Dasha (120-122,125). Tři díly jedenácté řady byly odvysílány až ve dvanácté řadě.
| Č. v pořadu                                                                        | Č. v řadě | Tým Prachaře (červení)                               | Tým Kotka (bílí)                                | Vítězný tým | Datum premiéry  | Sledovanost (15+) / Share (15+) / Share (15–54) / Share (15–69) | Číslování TV Prima    |
| ---------------------------------------------------------------------------------- | --------- | ---------------------------------------------------- | ----------------------------------------------- | ----------- | --------------- | --------------------------------------------------------------- | --------------------- |
| 117                                                                                | 1         | Sarah Haváčová Adam Mišík Marsell Bendig             | Jan Kříž Albert Černý Barbora Černá             | bílí        | 17. února 2023  | 431 000 / 12,53 % / 11,93 % / 12,03 %                           | 13. série 2. epizoda  |
| 118                                                                                | 2         | Roman Vojtek Marek Němec Patricie Pagáčová           | Pavel Nečas Petra Vojtková Michal Horák         | červení     | 24. února 2023  | 490 000 / 14,09 % / 14,20 % / 14,58 %                           | 13. série 3. epizoda  |
| 119                                                                                | 3         | Jiří Ployhar Lenka Krobotová Elizabeth Kopecká       | Vladimír Kořen Adéla Elbel Martin Mikyska       | bílí        | 3. března 2023  | 458 000 / 13,71 % / 14,29 % / 14,24 %                           | 12. série 10. epizoda |
| 120                                                                                | 4         | Tomáš Matonoha Roman Paulus Iveta Vítová             | Jitka Asterová Adéla Gondíková Aleš Cibulka     | červení     | 10. března 2023 | 552 000 / 16,33 % / 17,31 % / 16,94 %                           | 13. série 4. epizoda  |
| 121                                                                                | 5         | Petr Salava Linda Finková Andrea Kalousová           | Martin Hrdinka Sandra Pogodová Jakub Děkan      | červení     | 17. března 2023 | 436 000 / 13,39 % / 15,18 % / 14,06 %                           | 13. série 5. epizoda  |
| 122                                                                                | 6         | Patrik Eliáš Daniela Písařovicová Veronika Arichteva | Petr Horký Klára Issová Pavel Callta            | červení     | 24. března 2023 | 478 000 / 14,45 % / 16,48 % / 15,34 %                           | 13. série 6. epizoda  |
| 123                                                                                | 7         | Pavla Tomicová Jakub Vágner Žofie Dařbujánová        | Dana Batulková Xindl X Mariana Prachařová       | bílí        | 31. března 2023 | 526 000 / 15,65 % / 16,82 % / 16,19 %                           | 12. série 8. epizoda  |
| 124                                                                                | 8         | Jiří Burian Jordan Haj Eliška Bučková                | Pavlína Němcová Michal Holán Oldřich Hajlich    | červení     | 7. dubna 2023   | 441 000 / 12,92 % / 13,60 % / 13,15 %                           | 13. série 7. epizoda  |
| 125                                                                                | 9         | Pavel Poulíček Beáta Kaňoková Jan Bendig             | Petr Mára Martin Písařík Monika Timková         | červení     | 14. dubna 2023  | 473 000 / 14,39 % / 15,06 % / 15,01 %                           | 13. série 8. epizoda  |
| 126                                                                                | 10        | Jan Koller Kateřina Neumannová Pavel Šporcl          | Jiří Strach Jitka Schneiderová Lumír Olšovský   | červení     | 21. dubna 2023  | 466 000 / 14,72 % / 14,88 % / 15,24 %                           | 12. série 7. epizoda  |
| Speciál 1973 - V tomto díle se objevily osobnosti, kterým v roce 2023 bude 50 let. |           |                                                      |                                                 |             |                 |                                                                 |                       |
| 127                                                                                | 11        | Karel Zima Lucie Benešová Jakub Tomeček              | Václav Kopta Simona Vrbická Jiří Panzner        | červení     | 28. dubna 2023  | 496 000 / 16,81 % / 15,13 % / 16,55 %                           | 13. série 9. epizoda  |
| 128                                                                                | 12        | Karel Voříšek Tomáš Krejčíř Petra Eliáš Voláková     | Richard Genzer Michal Novotný Vendula Příhodová | červení     | 5. května 2023  | 445 000 / 15,13 % / 15,47 % / 15,46 %                           | 13. série 10. epizoda |
| Speciál - 30. výročí TV Prima                                                      |           |                                                      |                                                 |             |                 |                                                                 |                       |

### Třináctá řada (2023)
V třinácté řadě zůstává vše stejné jako ve čtyřech předchozích řadách. Moderátor: Libor Bouček. Kapitáni: Jakub Prachař (červení) a Vojtěch Kotek (bílí). Hudební doprovod znovu obstarává Maxiband Jana Maxiána. Sólisté - Václav Noid Bárta, Sára Milfajtová, Vendula Příhodová. V desetidílné 13. sérii, kterou Prima vysílá od 1. září 2023 a zahájila ji speciálním dílem ve kterém Jakub Prachař oslavil své jubilejní 40. narozeniny.
| Č. v pořadu                                                     | Č. v řadě | Tým Prachaře (červení)                                      | Tým Kotka (bílí)                                      | Vítězný tým | Datum premiéry    | Sledovanost (15+) / Share (15+) / Share (15–54) / Share (15–69) | Číslování TV Prima    |
| --------------------------------------------------------------- | --------- | ----------------------------------------------------------- | ----------------------------------------------------- | ----------- | ----------------- | --------------------------------------------------------------- | --------------------- |
| 129                                                             | 1         | Bára Basiková Vladimír Šmicer Matěj Ruppert                 | Nela Boudová Aleš Háma Tereza Kostková                | červení     | 1. září 2023      | 412 000 / 14,10 % / 15,49 % / 15,31 %                           | 14. série 1. epizoda  |
| V tomto díle Jakub Prachař oslaví své jubilejní 40. narozeniny. |           |                                                             |                                                       |             |                   |                                                                 |                       |
| 130                                                             | 2         | Jan Kovařík Radovan Klučka Annabelle                        | Aleš Zbořil Lukáš Příkazký Nikola Buranská            | bílí        | 8. září 2023      | 310 000 / 11,44 % / 10,13 % / 11,50 %                           | 14. série 2. epizoda  |
| 131                                                             | 3         | Jiří Štrébl Kristýna Hrušínská Ondřej Brejška               | Richard Genzer Martina Viktorie Kopecká Martin Pek    | červení     | 15. září 2023     | 422 000 / 14,43 % / 15,58 % / 15,59 %                           | 14. série 3. epizoda  |
| 132                                                             | 4         | Václav Jelínek David Škach Aleš Lehký                       | Nikola Matoušková Kateřina Brzobohatá Radana Labajová | červení     | 22. září 2023     | 524 000 / 18,08 % / 22,28 % / 20,99 %                           | 14. série 4. epizoda  |
| Lunetic versus Holki                                            |           |                                                             |                                                       |             |                   |                                                                 |                       |
| 133                                                             | 5         | Petr Smejkal Tomáš Měcháček Lucie Charvátová                | Ondřej Novotný Jan Punčochář Renata Langmannová       | červení     | 29. září 2023     | 388 000 / 13,89 % / 15,68 % / 15,13 %                           | 14. série 5. epizoda  |
| 134                                                             | 6         | Světlana Witowská Tomáš Rousek Sebastian Navrátil           | Jindřich Šídlo Čestmír Strakatý Andrea Daňková        | bílí        | 6. října 2023     | 426 000 / 14,19 % / 14,27 % / 14,58 %                           | 14. série 6. epizoda  |
| Novinářský speciál                                              |           |                                                             |                                                       |             |                   |                                                                 |                       |
| 135                                                             | 7         | Vasil Fridrich Kateřina Kaira Hrachovcová Agáta Kryštůfková | Josef Polášek Petr Jablonský Tereza Petržilková       | červení     | 13. října 2023    | 435 000 / 14,63 % / 14,56 % / 15,00 %                           | 14. série 7. epizoda  |
| 136                                                             | 8         | Tereza Bebarová Michaela Badinková Lukáš Kovanda            | Iva Pazderková Vanda Chaloupková Lukáš Adam           | bílí        | 20. října 2023    | 418 000 / 13,00 % / 12,48 % / 12,83 %                           | 14. série 8. epizoda  |
| 137                                                             | 9         | Lešek Wronka Emma Smetana Petr Ludwig                       | Zdeněk Maryška Olga Lounová Tereza Tobiášová          | bílí        | 27. října 2023    | 370 000 / 11,81 % / 11,34 % / 11,55 %                           | 14. série 9. epizoda  |
| 138                                                             | 10        | Veronika Arichteva Nikol Leitgeb Martina Pártlová           | Biser Arichtev Petr Leitgeb Josef Vařeka              | červení     | 22. prosince 2023 | 452 000 / 12,52 % / 13,07 % / 12,83 %                           | 14. série 10. epizoda |
| Vánoční speciál                                                 |           |                                                             |                                                       |             |                   |                                                                 |                       |

### Čtrnáctá řada (2024)
Ve čtrnácté řadě zůstává vše stejné jako v pěti předchozích řadách. Moderátor: Libor Bouček. Kapitáni: Jakub Prachař (červení) a Vojtěch Kotek (bílí). Hudební doprovod znovu obstarává Maxiband Jana Maxiána. Sólisté - Václav Noid Bárta, Sára Milfajtová, Vendula Příhodová.  Série byla vysílána od 9. února 2024 do 7. června a po delší pauze byli tři následující díly odvysílány v prosinci. Poslední dva díly natočené v rámci této řady byly odvysílány až v rámci řady následující. 
| Č. v pořadu                                                                                           | Č. v řadě | Tým Prachaře (červení)                               | Tým Kotka (bílí)                                   | Vítězný tým | Datum premiéry    | Sledovanost (15+) / Share (15+) / Share (15–54) / Share (15–69) | Číslování TV Prima    |
| --- | --------- | ---------------------------------------------------- | -------------------------------------------------- | ----------- | ----------------- | --------------------------------------------------------------- | --------------------- |
| 139                                                                                                   | 1         | Miluše Bittnerová Barbara Vávrová Gabriela Heclová   | Jiří Martínek Dagmar Jandová Viktorie Mertová      | bílí        | 9. února 2024     | 575 000 / 17,50 % / 18,30 % / 18,19 %                           | 15. série 1. epizoda  |
| Lovci versus influencerky                                                                             |           |                                                      |                                                    |             |                   |                                                                 |                       |
| 140                                                                                                   | 2         | Matěj Hádek Vojtěch Moravec Lucie Bechynková         | Richard Genzer Petr Svěcený Denisa Dvořáková       | červení     | 16. února 2024    | 485 000 / 15,34 % / 17,17 % / 15,68 %                           | 15. série 2. epizoda  |
| 141                                                                                                   | 3         | Marek Taclík Petr Kolečko Petra Kvitová              | Roman Štabrňák Marek Němec Anna Fixová             | bílí        | 23. února 2024    | 487 000 / 15,84 % / 16,26 % / 16,13 %                           | 15. série 3. epizoda  |
| V tomto díle se objevili herci z představení FEDERER - NADAL proti hercům ze seriálu Malá velká liga. |           |                                                      |                                                    |             |                   |                                                                 |                       |
| 142                                                                                                   | 4         | Adéla Elbel Tomáš Polák Ondřej Polák                 | Alžbeta Stanková Stejk Martin Molnár               | červení     | 1. března 2024    | 472 000 / 15,51 % / 16,32 % / 16,63 %                           | 15. série 4. epizoda  |
| O5 a Radeček versus Hype-Cast Podcast                                                                 |           |                                                      |                                                    |             |                   |                                                                 |                       |
| 143                                                                                                   | 5         | Dan Bárta Michael Viktořík Oto Klempíř               | Marta Dancingerová Jan Nedbal Oskar Hes            | červení     | 8. března 2024    | 478 000 / 15,10 % / 16,21 % / 16,20 %                           | 15. série 5. epizoda  |
| J.A.R. versus herci z filmu Bratři                                                                    |           |                                                      |                                                    |             |                   |                                                                 |                       |
| 144                                                                                                   | 6         | Roman Zach Lucie Zedníčková David Prachař            | Prokop Zach Amélie Pokorná František Prachař       | bílí        | 15. března 2024   | 540 000 / 17,99 % / 21,85 % / 19,46 %                           | 15. série 6. epizoda  |
| Generační speciál                                                                                     |           |                                                      |                                                    |             |                   |                                                                 |                       |
| 146                                                                                                   | 7         | Richard Krajčo Vica Kerekes Pokáč                    | Ondřej Brzobohatý Zbigniew Czendlik Anna Šulc      | červení     | 5. dubna 2024     | 470 000 / 15,40 % / 17,83 % / 16,52 %                           | 15. série 8. epizoda  |
| V tomto díle se objevili herci z filmu Gump – jsme dvojka.                                            |           |                                                      |                                                    |             |                   |                                                                 |                       |
| 147                                                                                                   | 8         | Jaroslav Bednář Barbora Votíková Marie Svobodová     | Radek Duda Zdeněk Folprecht Andrea Kalousová       | bílí        | 12. dubna 2024    | 459 000 / 15,57 % / 19,14 % / 16,79 %                           | 15. série 9. epizoda  |
| U příležitosti Mistrovství světa v ledním hokeji 2024.                                                |           |                                                      |                                                    |             |                   |                                                                 |                       |
| 148                                                                                                   | 9         | Martin Fuksa David Schweiner Kateřina Siniaková      | Marie Horáčková Ondřej Perušič Tomáš Macháč        | červení     | 19. dubna 2024    | 514 000 / 16,86 % / 18,21 % / 17,65 %                           | 15. série 10. epizoda |
| Olympijský speciál                                                                                    |           |                                                      |                                                    |             |                   |                                                                 |                       |
| 149                                                                                                   | 10        | Justýna Zedníková Karolína Kopíncová Nikola Uhlířová | Tereza Fajksová Iveta Vítová Lucie Hadašová        | červení     | 26. dubna 2024    | 475 000 / 15,83 % / 17,83 % / 16,99 %                           | 15. série 11. epizoda |
| V tomto díle se objevily vítězky Miss Czech Republic.                                                 |           |                                                      |                                                    |             |                   |                                                                 |                       |
| 150                                                                                                   | 11        | Marta Verner Michal Hrůza Petr Bende                 | Adam Mišík Monika Bagárová Markéta Konvičková      | červení     | 3. května 2024    | 399 000 / 13,22 % / 13,63 % / 13,79 %                           | 15. série 12. epizoda |
| Hudební speciál                                                                                       |           |                                                      |                                                    |             |                   |                                                                 |                       |
| 151                                                                                                   | 12        | Albert Čuba Vladimír Polák Lada Bělašková            | Anežka Rusevová Václav Šanda Štěpánka Fingerhutová | červení     | 24. května 2024   | 431 000 / 15,34 % / 16,95 % / 16,10 %                           | 15. série 13. epizoda |
| Divadlo Mír versus Činoherní klub                                                                     |           |                                                      |                                                    |             |                   |                                                                 |                       |
| 152                                                                                                   | 13        | Tomáš Jeřábek Halka Třešňáková Ondřej Bauer          | Bořek Slezáček Silvie Maryško Jordan Haj           | červení     | 31. května 2024   | 408 000 / 14,67 % / 16,28 % / 15,50 %                           | 15. série 14. epizoda |
| V tomto díle se objevili umělci.                                                                      |           |                                                      |                                                    |             |                   |                                                                 |                       |
| 153                                                                                                   | 14        | Jiří Dvořák Daria Hrubá Aleš Zbořil                  | Václav Jílek Týna Průchová Jiří Konvalinka         | bílí        | 7. června 2024    | 396 000 / 15,14 % / 17,15 % / 15,89 %                           | 15. série 15. epizoda |
| Pirko versus Dismančata                                                                               |           |                                                      |                                                    |             |                   |                                                                 |                       |
| 154                                                                                                   | 15        | Václav Bláha Roman Procházka Martin Pecka            | Michal Malátný František Táborský Jan Steinsdörfer | bílí        | 6. prosince 2024  | 402 000 / 13,14 % / 16,04 % / 14,35 %                           | 15. série 16. epizoda |
| Divokej Bill versus Chinaski                                                                          |           |                                                      |                                                    |             |                   |                                                                 |                       |
| 155                                                                                                   | 16        | Roman Šebrle Štěpán Šebrle Jiří Ježek                | Eva Perkausová Petr Suchoň Soňa Porupková          | červení     | 13. prosince 2024 | 402 000 / 13,29 % / 12,49 % / 13,86 %                           | 15. série 17. epizoda |
| V toto díle Roman Šebrle oslaví své jubilejní 50. narozeniny.                                         |           |                                                      |                                                    |             |                   |                                                                 |                       |
| 156                                                                                                   | 17        | Sara Sandeva Dagmar Havlová Gabriela Boučková        | Radana Kotková Richard Genzer Adam Plachetka       | červení     | 20. prosince 2024 | 506 000 / 15,63 % / 18,01 % / 16,91 %                           | 15. série 20. epizoda |
| Vánoční speciál                                                                                       |           |                                                      |                                                    |             |                   |                                                                 |                       |

### Patnáctá řada (2025)
V patnácté řadě zůstává vše stejné jako v šesti předchozích řadách. Moderátor: Libor Bouček. Kapitáni: Jakub Prachař (červení) a Vojtěch Kotek (bílí). Hudební doprovod znovu obstarává Maxiband Jana Maxiána. Sólisté - Václav Noid Bárta, Sára Milfajtová, Vendula Příhodová. Dva díly čtrnácté řady byly odvysílány až v patnácté řadě. 
| Č. v pořadu                                                                               | Č. v řadě | Tým Prachaře (červení)                               | Tým Kotka (bílí)                                         | Vítězný tým | Datum premiéry  | Sledovanost (15+) / Share (15+) / Share (15–54) / Share (15–69) | Číslování TV Prima    |
| ----------------------------------------------------------------------------------------- | --------- | ---------------------------------------------------- | -------------------------------------------------------- | ----------- | --------------- | --------------------------------------------------------------- | --------------------- |
| 157                                                                                       | 1         | Michal David Anna Kulovaná MenT                      | Martin Dejdar Lucie Bikárová Sagvan Tofi                 | červení     | 7. února 2025   | 438 000 / 13,63 % / 15,20 % / 14,66 %                           | 16. série 1. epizoda  |
| V tomto díle se objevily osobnosti účinkující v muzikálu Děti ráje.                       |           |                                                      |                                                          |             |                 |                                                                 |                       |
| 158                                                                                       | 2         | Jáchym Háma Jana Koptová Štěpán Matonoha             | Aleš Háma Simona Vrbická Lucie Benešová                  | bílí        | 14. února 2025  | 529 000 / 16,44 % / 19,56 % / 18,47 %                           | 15. série 18. epizoda |
| Generační speciál                                                                         |           |                                                      |                                                          |             |                 |                                                                 |                       |
| 159                                                                                       | 3         | Tomáš Savka Marika Procházková Přemysl Pálek         | Ondřej Brzobohatý Eva Burešová Jan Sklenář               | červení     | 21. února 2025  | 454 000 / 14,78 % / 17,73 % / 16,33 %                           | 16. série 2. epizoda  |
| V tomto díle se objevili herci z představení DONAHA! proti hercům z muzikálu Beetlejuice. |           |                                                      |                                                          |             |                 |                                                                 |                       |
| 160                                                                                       | 4         | Marek Němec Martin Písařík Filip Cíl                 | Michaela Maurerová Lucie Pernetová Klára Oltová          | bílí        | 28. února 2025  | 393 000 / 12,27 % / 15,17 % / 13,94 %                           | 16. série 3. epizoda  |
| V tomto díle se objevily osobnosti účinkující ve Studiu Kamarád.                          |           |                                                      |                                                          |             |                 |                                                                 |                       |
| 161                                                                                       | 5         | Adéla Štroffeková Hana Abrahamová Daniela Zálešáková | Oldřich Navrátil Jindra Ekl Josef Libický                | bílí        | 7. března 2025  | 408 000 / 13,87 % / 17,57 % / 16,27 %                           | 16. série 4. epizoda  |
| Modelky versus Kutilové                                                                   |           |                                                      |                                                          |             |                 |                                                                 |                       |
| 162                                                                                       | 6         | Jitka Schneiderová Jan Dolanský Igor Chmela          | Sofie Anna Švehlíková Maxmilián Dolanský Anička Chmelová | červení     | 14. března 2025 | 461 000 / 15,00 % / 17,89 % / 16,61 %                           | 16. série 5. epizoda  |
| Generační speciál                                                                         |           |                                                      |                                                          |             |                 |                                                                 |                       |
| 163                                                                                       | 7         | Martina Bravencová Michal Krčmář Tomáš Bábek         | Tereza Martincová Vít Přindiš Vasil Ducár                | bílí        | 21. března 2025 | 389 000 / 13,00 % / 15,14 % / 13,66 %                           | 15. série 19. epizoda |
| U příležitosti LOH 2024 v Paříži.                                                         |           |                                                      |                                                          |             |                 |                                                                 |                       |
| 164                                                                                       | 8         | Aneta Kratochvílová Pavel Liška Jan Révai            | Monika Timková Jiří Ježek Johan Mádr                     | bílí        | 28. března 2025 | 410 000 / 13,99 % / 18,60 % / 16,36 %                           | 16. série 6. epizoda  |
| U příležitosti výročí Škoda Auto která slaví 130 let.                                     |           |                                                      |                                                          |             |                 |                                                                 |                       |
| 165                                                                                       | 9         | Debbi Adam Rohony Martin Zeller                      | Annabelle Mat213 Kuba Ryba                               | bílí        | 4. dubna 2025   | 433 000 / 14,82 % / 18,18 % / 16,50 %                           | 16. série 7. epizoda  |
| Hudební speciál                                                                           |           |                                                      |                                                          |             |                 |                                                                 |                       |
| 166                                                                                       | 10        | Miloš Pokorný Vendula Pizingerová Luděk Staněk       | Vladimír Kadlec Anna Šulc Jan Liška                      | červení     | 11. dubna 2025  | 430 000 / 14,06 % / 17,50 % / 15,79 %                           | 16. série 8. epizoda  |
| Boomeři versus influenceři                                                                |           |                                                      |                                                          |             |                 |                                                                 |                       |
| 167                                                                                       | 11        | Tomáš Matonoha Nela Slováková Petr Švancara          | Jakub Kohák Kateřina Kaira Hrachovcová Richard Genzer    | bílí        | 18. dubna 2025  | 466 000 / 15,33 % / 19,31 % / 15,96 %                           | 16. série 9. epizoda  |
| Praha versus Brno                                                                         |           |                                                      |                                                          |             |                 |                                                                 |                       |
| 168                                                                                       | 12        | Josef Dostál Anežka Paloudová Tomáš Řepka            | Ondřej Mánek Nikola Bendová Martin Zaťovič               | červení     | 25. dubna 2025  | 422 000 / 14,28 % / 16,44 % / 15,77 %                           | 16. série 10. epizoda |
| Sportovní speciál                                                                         |           |                                                      |                                                          |             |                 |                                                                 |                       |

### Šestnáctá řada (2025)
V šestnácté řadě zůstává vše stejné jako v sedmi předchozích řadách, jen přibyl jeden nový sólista. Moderátor: Libor Bouček. Kapitáni: Jakub Prachař (červení) a Vojtěch Kotek (bílí). Hudební doprovod znovu obstarává Maxiband Jana Maxiána. Sólisté - Václav Noid Bárta (1), Petr Ryšavý (2), Sára Milfajtová, Vendula Příhodová. 
| Č. v pořadu                                                    | Č. v řadě | Tým Prachaře (červení)                                        | Tým Kotka (bílí)                                        | Vítězný tým | Datum premiéry | Sledovanost (15+) / Share (15+) / Share (15–54) / Share (15–69) | Číslování TV Prima    |
| -------------------------------------------------------------- | --------- | ------------------------------------------------------------- | ------------------------------------------------------- | ----------- | -------------- | --------------------------------------------------------------- | --------------------- |
| 169                                                            | 1         | Matěj Ruppert Adam Mišík Žofie Dařbujánová                    | Ewa Farna Tereza Ramba Jan Aleš                         |             | 29. srpna 2025 |                                                                 | 17. série 1. epizoda  |
| Hudební speciál                                                |           |                                                               |                                                         |             |                |                                                                 |                       |
| 170                                                            | 2         | Andrea Sestini Hlaváčková Alexander Choupenitch Petr Švancara | Táňa Bystroňová Josef Bartoš Daniel Švancara            |             | 5. září 2025   |                                                                 | 17. série 2. epizoda  |
| Sportovní speciál                                              |           |                                                               |                                                         |             |                |                                                                 |                       |
| 171                                                            | 3         | Iveta Vítová Eliška Bučková Nikol Švantnerová                 | Jitka Boho Jitka Nováčková Andrea Bezděková             |             | 12. září 2025  |                                                                 | 17. série 3. epizoda  |
| V tomto díle se objevily vítězky Miss Czech Republic.          |           |                                                               |                                                         |             |                |                                                                 |                       |
| 172                                                            | 4         | Veronika Khek Kubařová Oskar Hes Kateřina Bartuněk Hrstková   | Marcela Karleszová Zdeněk Chlopčík Richard Genzer       |             | 19. září 2025  |                                                                 | 17. série 4. epizoda  |
| V tomto díle se objevili účastníci a porotci pořadu StarDance. |           |                                                               |                                                         |             |                |                                                                 |                       |
| 173                                                            | 5         | Vendula Pizingerová Monika Absolonová Petr Pěknic             | Michaela Gemrotová Marián Vojtko Václav Noid Bárta      |             | 26. září 2025  |                                                                 | 17. série 5. epizoda  |
| 174                                                            | 6         | bude oznámeno Josef Vojtek                                    | Markus Krug Nicole Šáchová Jan Tyl                      |             | 3. října 2025  |                                                                 | 17. série 6. epizoda  |
| 175                                                            | 7         | Felicita Prokešová Jan Maléř Martin Stránský                  | Štěpán Kozub Robin Ferro Bořivoj Čermák                 |             | 10. října 2025 |                                                                 | 17. série 7. epizoda  |
| Divadlo Josefa Kajetána Tyla versus Divadlo Mír                |           |                                                               |                                                         |             |                |                                                                 |                       |
| 176                                                            | 8         | bude oznámeno                                                 | bude oznámeno Simon Opp Amélie Pokorná                  |             | 17. října 2025 |                                                                 | 17. série 8. epizoda  |
| 177                                                            | 9         | Tomáš Šebek Eva Leimbergerová Mirek Vaňura                    | Lucie Čermáková Petr Šimůnek Václav Janata              |             | 24. října 2025 |                                                                 | 17. série 9. epizoda  |
| 178                                                            | 10        | Kristián Laštovka František Čechák Rozálie Prachařová         | Adéla Laštovková Stodolová Tatiana Dyková David Prachař |             | 31. října 2025 |                                                                 | 17. série 10. epizoda |
| Generační speciál                                              |           |                                                               |                                                         |             |                |                                                                 |                       |

## Speciály

### Máme rádi Jiřinku
K jubilejním 90. narozeninám Jiřiny Bohdalové byl natočen speciální díl Máme rádi Česko pod názvem Máme rádi Jiřinku. V tomto speciálu byli i 2 hudební hosté: Petr Janda a Věra Martinová.
Odvysílán byl s devátou řadou.
| Č. v pořadu | Tým Prachaře (červení)                       | Tým Kotka (bílí)                         | Vítězný tým | Datum premiéry | Sledovanost (15+) / Share (15+) / Share (15–54) / Share (15–69) | Číslování TV Prima   |
| ----------- | -------------------------------------------- | ---------------------------------------- | ----------- | -------------- | --------------------------------------------------------------- | -------------------- |
| 86          | Tatiana Dyková Vojtěch Dyk Ondřej Brzobohatý | Jiřina Bohdalová Josef Váňa Filip Blažek | bílí        | 2. května 2021 | 975 000 / 23,31 % / 21,70 % / 22,23 %                           | 10. série 1. epizoda |

### Máme rádi Jardu
K jubilejním 50. narozeninám Jaromíra Jágra byl natočen speciální díl Máme rádi Česko pod názvem Máme rádi Jardu.
Odvysílán byl s desátou řadou.
| Č. v pořadu | Tým Prachaře (červení)                    | Tým Kotka (bílí)                              | Vítězný tým | Datum premiéry | Sledovanost (15+) / Share (15+) / Share (15–54) / Share (15–69) | Číslování TV Prima    |
| ----------- | ----------------------------------------- | --------------------------------------------- | ----------- | -------------- | --------------------------------------------------------------- | --------------------- |
| 93          | Jaromír Jágr Iva Kubelková Inna Puhajková | Jan Hlaváč Kateřina Neumannová Radek Štěpánek | červení     | 11. února 2022 | 793 000 / 20,84 % / 19,22 % / 19,99 %                           | 11. série 16. epizoda |

### Máme rádi Česko a Slovensko
K výročí vzniku samostatných států byl natočen speciální díl Máme rádi Česko pod názvem Máme rádi Česko a Slovensko.
Odvysílán byl s dvanáctou řadou.
| Č. v pořadu | Tým Prachaře (červení)                   | Tým Kotka (bílí)                      | Vítězný tým | Datum premiéry | Sledovanost (15+) / Share (15+) / Share (15–54) / Share (15–69) | Číslování TV Prima   |
| ----------- | ---------------------------------------- | ------------------------------------- | ----------- | -------------- | --------------------------------------------------------------- | -------------------- |
| 116         | Soňa Norisová Michal Hudák Martin Chodúr | Ewa Farna Marián Čekovský Jaro Slávik | bílí        | 10. února 2023 | 491 000 / 14,74 % / 15,28 % / 15,05 %                           | 13. série 1. epizoda |

### Máme rádi Šéfa
K 15 letům účinkování Zdeňka Pohlreicha na FTV Prima byl natočen speciální díl Máme rádi Česko pod názvem Máme rádi Šéfa.
Odvysílán byl se čtrnáctou řadou.
| Č. v pořadu | Tým Prachaře (červení)                           | Tým Kotka (bílí)                              | Vítězný tým | Datum premiéry  | Sledovanost (15+) / Share (15+) / Share (15–54) / Share (15–69) | Číslování TV Prima   |
| ----------- | ------------------------------------------------ | --------------------------------------------- | ----------- | --------------- | --------------------------------------------------------------- | -------------------- |
| 145         | Zdeněk Pohlreich Martin Svatek Patricie Pagáčová | Ivan Vodochodský Tomáš Zástěra Lucie Hrstková | červení     | 22. března 2024 | 500 000 / 16,75 % / 19,34 % / 17,69 %                           | 15. série 7. epizoda |

## Statistika
Přehled vítězství, stav k 168. dílu (25. dubna 2025).
| Kapitán červení | Počet výher | Počet výher | Kapitán bílí |
| --------------- | ----------- | ----------- | ------------ |
| Prachař         | 5           | 3           | Fanánek      |
| Prachař         | 17          | 11          | Dejdar       |
| Prachař         | 10          | 8           | Dolanský     |
| Prachař         | 72          | 42          | Kotek        |
| součet          | 104         | 64          | -            |

### Zajímavosti:
- Nejvíce účastí soutěžícího: 10 (Richard Genzer)
- Nejvíce účastí soutěžícího v jedné řadě: 2 (Richard Genzer)
- Nejvíce nahraných bodů: 212 (epizoda 16)
- Nejméně bodů na výhru: 28 (epizoda 10)
- Nejméně bodů při prohře: 21 (epizoda 44)
- Nejvíce výher/proher v řadě: 12 (9 a 10. řada)
- Nejméně výher/proher v řadě: 2 (2 a 12. řada)
- Nejvíce bodů nahraných během kola "Dáreček": 13 (epizoda 153)
- Díl 122 je jediný kde nevybuchl dáreček